# Michail Fafalis
Michail-Nektarios Fafalis (7 ottobre 1993) è un tuffatore greco.

## Biografia
Fafilis sin da giovane si è contraddistinto come uno dei migliori tuffatori greci, grazie ai buoni risultati raggiunti a livello giovanile internazionale, tra cui la vittoria della medaglia di bronzo ai Campionati europei giovanili di nuoto 2008 di Belgrado-Minsk nel concorso del trampolino 3 m sincro categorie "A" e "B", in coppia con Stefanos Paparounas.
A soli vent'anni si è qualificato ai Campionati mondiali di nuoto di Barcellona 2013 dove ha gareggiato nella gara dei trampolino 1 metro, concludendo al diciottesimo posto, e dal trampolino 3 metri sincro, in squadra con Stefanos Paparounas, undicesimo in finale.
L'anno successivo ha partecipato ai Campionati europei di nuoto di Berlino 2014 qualificandosi nuovamente nei concorsi del trampolino 1 metro, venticinquesimo, e nel trampolino 3 metri sincro, ottavo, sempre in coppia con Stefanos Paparounas.
Nel luglio 2014 ha subito un infortunio alla schiena mentre si stava allenando con la nazionale greca ed a novembre dello stesso anno ha annunciato il ritiro dall'attività agonistica.

## Palmarès
- Campionati europei giovanili di nuoto

Belgrado-Minsk 2008: bronzo nel trampolino 3 m sincro